# Peine
Peine er en by i med godt 48.000 indbyggere (2013). Kommunen ligger mellem Harzen og Lüneburger Heide og er administrationsby i Landkreis Peine, i den østlige del af den tyske delstat Niedersachsen.

## Geografi
Peine ligger ved floden Fuhse mellem de to største bycentrer i Niedersachsen, Delstatshovedstaden Hannover ligger 40 kilometer mod vest, og 25 kilometer mod øst ligger Braunschweig. Andre større byer i nærheden er Hildesheim, Salzgitter, Gifhorn, Wolfsburg og Celle.
Denne interessante beliggenhed har siden sin grundlæggelse gjort Peine attraktiv for de omgivende byers herskere, og har involveret byen i talrige stridigheder. Peine ligger i et gestlandskab mellem Hannover og Braunschweig, den såkaldte Burgdorf-Peiner Geest.
Byen har et areal på 119,51 km² og en befolkningstæthed på 405 indb./km². Den ligger omkring 70 moh.

### Inddeling
| Bydel             | Indbyggere |
| ----------------- | ---------- |
| Hovedbyen         | 24.492     |
| Berkum            | 301        |
| Dungelbeck        | 1.820      |
| Duttenstedt       | 951        |
| Eixe              | 643        |
| Essinghausen      | 1.806      |
| Handorf           | 886        |
| Röhrse            | 242        |
| Rosenthal         | 1.047      |
| Schmedenstedt     | 980        |
| Schwicheldt       | 1.237      |
| Stederdorf        | 5.454      |
| Vöhrum / Landwehr | 7.085      |
| Wendesse          | 152        |
| Woltorf           | 2.003      |

Til byen Peine hører 14 bydele og landsbyer: Berkum, Dungelbeck, Duttenstedt, Eixe, Essinghausen, Handorf, Röhrse, Rosenthal, Schmedenstedt, Schwicheldt, Stederdorf, Vöhrum / Landwehr, Wendesse og Woltorf. I disse bor omkring 24.600 mennesker. I selve hovedbyen bor 24.500 mennesker. Den består af følgende ni bydele (Statistischen Bezirken):
- Innenstadt
- Maschland
- Gunzelinfeld
- Walzwerk
- Südstadt
- Simonstiftung
- Südliche Aue
- Telgte
- Nördliche Aue/Herzberg

## Trafik
Peine ligger ved Bundesautobahn 2 (A 2), der forbinder Ruhrområdet med den tyske hovedstad Berlin, og ved jernbanen Hannover–Braunschweigbanen. Byen har også en havn ved Mittellandkanalen.